# 26 (getal)
26 (zesentwintig) is het natuurlijke getal volgend op 25 en voorafgaand aan 27.

## In de wiskunde
Zesentwintig is een samengesteld getal, de zuivere delers zijnde 1, 2, en 13. 26 is het enige natuurlijke getal dat ligt tussen een kwadraat en een derde macht. Namelijk 25 = 5² en 27 = 3³.
Zesentwintig is de kleinst mogelijke magische constante van een normale magische ster (van orde 6).
Er is geen oplossing voor de vergelijking φ(x) = 26, waarmee 26 een niettotiënt is. Evenmin is er een oplossing voor x - φ(x) = 26, waarmee 26 een nietcototiënt is.
In de classificatie van eindige enkelvoudige groepen zijn er 26 sporadische groepen.

## In natuurwetenschap
- Het atoomnummer van ijzer (Fe)

## Overig
Zesentwintig is:
- Het aantal letters in het Nederlandse alfabet.
- Het aantal ruimtetijd dimensies in bosonische snaartheorie.
- Het jaar 26 B.C., het jaar A.D. 26, 1926

## In het Nederlands
Zesentwintig is een hoofdtelwoord.